# Phyllonorycter sorbi
Phyllonorycter sorbi là một loài bướm đêm thuộc họ Gracillariidae. Nó được tìm thấy ở khắp châu Âu, ngoại trừ bán đảo Balkan.
Sải cánh dài 7–9 mm. Có hai lứa trưởng thành vào tháng 4 và tháng 5 và một lần nữa vào tháng 8.
Ấu trùng ăn Cotoneaster integerrimus, Crataegus, Cydonia, Malus sylvestris, Prunus avium, Prunus padus, Pyrus communis, Sorbus aria, Sorbus aucuparia, Sorbus chamaemespilus, Sorbus domestica, Sorbus intermedia và Sorbus torminalis. Chúng ăn lá nơi chúng làm tổ. They create a lower-surface, yellow-green tentiform mine with a few sharp folds in the epidermis. Pupation takes place in a light brown cocoon in which no frass is incorporated, all frass is deposited in a corner of the mine instead.